# Bayt Yāfā
Bayt Yāfā är en ort i Jordanien.   Den ligger i guvernementet Irbid, i den norra delen av landet, 60 km norr om huvudstaden Amman. Bayt Yāfā ligger 632 meter över havet och antalet invånare är 7 788.
Terrängen runt Bayt Yāfā är kuperad åt sydväst, men åt nordost är den platt. Runt Bayt Yāfā är det tätbefolkat, med 427 invånare per kvadratkilometer. Närmaste större samhälle är Irbid, 7,1 km nordost om Bayt Yāfā. Trakten runt Bayt Yāfā består till största delen av jordbruksmark.